# Kvichak River
Der Kvichak River ist ein 97 Kilometer langer Fluss im Südwesten des US-Bundesstaats Alaska am Übergang vom Festland zur Alaska-Halbinsel.

## Verlauf
Er entspringt dem Iliamna Lake, fließt südwestwärts und mündet bei Kogging, 14 Kilometer nördlich von Naknek, in die Kvichak Bay, eine Bucht im Nordosten der Bristol Bay.

## Name
Die Bezeichnung der Ureinwohner Alaskas für den Fluss wurde 1828 von Kapitän Lutke von der kaiserlich russischen Marine als „Riviere Bristol“ oder „Riviere Kvitchak“ dokumentiert. Die Schreibweise „Kvichak“ stammt aus einer Karte des United States Bureau of Fisheries aus dem Jahr 1888.